# Missionsgesellschaft von St. Columban
Die Missionsgesellschaft von St. Columban (lateinisch Societas S. Columbani pro missionibus ad Exteros; englisch Missionary Society of St. Columban; Ordenskürzel: SSCME) ist eine missionarische, römisch-katholische Gesellschaft apostolischen Lebens von Diözesanpriestern. Die Kongregation der Missionsschwestern von St. Columban ist die dazugehörige Schwesterngemeinschaft. Beide Gemeinschaften sind nach dem Heiligen Columban von Luxeuil benannt.

## Geschichte
Die Gemeinschaft wurde im Zeitraum von 1916 bis 1918 zunächst unter dem Namen Maynooth Mission to China, ab 1917 dann unter ihrem heutigen Namen, in Galway in Irland von den Diözesanpriestern John Blowick und Edward Galvin, mit dem Ziel der Chinamission gegründet. Dieser Vorgang war bis dahin einmalig, da solche Zielsetzungen bis zu diesem Zeitpunkt von Ordensgemeinschaften wahrgenommen wurden. 1920 erreichte die erste Gruppe von 11 Missionaren der Gemeinschaft Shanghai und schlossen sich Galvin an, der sich in Hanyang aufhielt. In den folgenden Jahren weiteten sich die Aktivitäten der Gemeinschaft auf weitere Länder aus, als Priester der Gemeinschaft in England, den Vereinigten Staaten, Australien und Neuseeland in den jeweiligen irischen Diasporen tätig wurden und dort für Unterstützung der Ziele der Gemeinschaft warben. Es gab auch Versuche, in Argentinien Fuß zu fassen, was jedoch nach einigen Jahren aufgegeben wurde.
Schon bald nach Beginn der Chinamission wurde von John Blowick und Frances Moloney 1924 mit den Missionsschwestern von St. Columban eine Schwesterngemeinschaft gegründet. Am 5. Juni 1925 wurden die Gemeinschaften vom Heiligen Stuhl anerkannt.
Nachdem zuerst nur missionarische Tätigkeiten in China vorgesehen waren, weiteten sich die missionarischen Aktivitäten auf die Philippinen (1929), Korea (1933), Burma (1936) und schließlich Japan (1948) aus.
Als in den 1950ern Festlandchina für die Missionsarbeit verschlossen war, wandte man sich ab 1951 Lateinamerika zu und wurde in Peru und Chile, sowie später auch in Fidschi, tätig. In den nächsten Jahrzehnten wurden Mitglieder der Gemeinschaft nach Pakistan, Taiwan, Brasilien, Jamaika und Belize (seit 1986) entsandt. Weil es an Ordensnachwuchs fehlte, mussten mehrere Missionen mittlerweile wieder beendet werden, und zwar die in Jamaika, in Brasilien und in Belize (1996).
2008 wurde das Generalat von Dublin, wo es seit den Anfangsjahren der Gemeinschaft seinen Sitz gehabt hatte, nach Hongkong verlegt. Dieser Schritt erfolgte, um den Anforderungen der Mission in der heutigen Zeit besser zu entsprechen. Seit 2000 ist Brendan O’Sullivan der Generalsuperior des Ordens.

## Die Missionsgesellschaft heute
Nach dem Annuario Pontificio von 2017 zählt die Gemeinschaft heute 429 Mitglieder (davon 390 Priester), die 28 Niederlassungen tätig sind. In den englischsprachigen Ländern werden die Missionare allgemein „Columban fathers“ genannt.